# Bauer Media Group
Bauer Media Group — немецкий медиахолдинг со штаб-квартирой в Гамбурге.

## История
Компания Bauer Media Group была основана в Гамбурге в 1875 году Йоханом Бауэром (нем. Johann Bauer).

## Деятельность
Групп имеет следующую структуру:
- Издательский бизнес.
  - Германия (Auf einen Blick, Bravo Das Neue Blatt, Neue Post, Volksstimme и т.д.)
  - Великобритания (Empire, FHM и т.д.)
  - США (First for Women, Ideas and Discoveries, Soaps In Depth, Woman's World)
- Bauer Radio. Управляет радиостанциями в Великобритании (Absolute Radio, Greatest Hits Radio Hits Radio Kiss, Magic, ряд местных и цифровых радиостанций)